# Ricardo García Trapero Veragua
Ricardo García Trapero Veragua fou un polític espanyol, membre del Partit Liberal Fusionista i amic personal de Práxedes Mateo Sagasta.
Fou elegit diputat a Corts Espanyoles pel districte de Nules a les eleccions generals espanyoles de 1881, pel de Casp a les eleccions generals espanyoles de 1886 i pel de Sort a les eleccions generals espanyoles de 1893, 1896 i 1898. Després de la seva derrota a les eleccions de 1899 desaparegué de la vida política lleidatana.